# Liber maiolichinus
El Liber maiolichinus de gestis pisanorum illustribus («Libro mallorquín de los hechos ilustres de los pisanos») es una epopeya en latín medieval que narra, en 3.542 versos hexametros, la expedición cruzada bajo el liderazgo de la república de Pisa a las Baleares en 1113–1115. Fue escrito entre 1117 y 1125 por un pisano anónimo, probablemente clérigo. Se conserva en tres manuscritos. 
El Liber contiene las referencias más tempranas a los catalanes (Catalanenses) y a Cataluña (Catalania), tratada como su patria (la tierra de los catalanes). Ramón Berenguer III de Barcelona es nombrado como dux Catalanensis («duque catalán») y rector Catalanicus hostes («guia de los ejércitos catalanes»). A Ramón Berenguer III y al comes Ampurie, Hugo II de Ampurias, los alaban como Catalanicus heros («héroe catalán»). Los catalanes son Christicolas Catalanensesque («cristianos i catalanes»). 
La aparición del término Cataluña en este momento muestra la percepción común del territorio desde el exterior, sustituyendo los viejos referentes francos, aunque fuese una región asociada por entonces al territorio hispano. 
El Liber es la fuente más importante para reconstruir la historia de la expedición de 1113–15. Describe los motivos de los pisanos y catalanes, así como los deseos de liberar los esclavos cristianos y vencer a los corsarios musulmanes que, con base en las Baleares, sembraban el terror por todo el Mediterráneo «desde Hispania hasta Grecia». En el Liber se mezclan el celo cristiano y el orgullo cívico: el autor contó los conflictos entre pisanos y musulmanes en el siglo XI para demostrar ambos. El Liber es también el documento más antiguo que refiere al ataque del rey noruego Sigurd I contra la isla de Formentera.